# Ивановка (Великоандрусовская сельская община)
Ива́новка (укр. Іванівка) — село в Великоандрусовской сельской общине Александрийского района Кировоградской области Украины.
Население по переписи 2001 года составляло 646 человек. Телефонный код — 5236. Код КОАТУУ — 3525283501.

## История
В 1946 году указом ПВС УССР село Яново переименовано в Ивановку.
До 2020 года село входило в Светловодский район